# Lista de governadores coloniais de Moçambique
Esta é uma lista dos responsáveis pela administração colonial de Moçambique, desde o início da administração portuguesa, em 1501, até a independência, em 1975.

## Capitães-mores
| Nome                           | Início do mandato     | Fim do mandato        |
| Sancho de Tovar                | 1501                  | 4 de maio de 1505     |
| Pêro de Anaia                  | 4 de maio de 1505     | março de 1506         |
| Manuel Fernandes               | março de 1506         | dezembro de 1506      |
| Nuno Vaz Pereira               | dezembro de 1506      | 8 de setembro de 1507 |
| Vasco de Abreu                 | 8 de setembro de 1507 | fevereiro de 1508     |
| Rui de Brito Patalim           | fevereiro de 1508     | 1509                  |
| António de Saldanha            | 1509                  | 24 de junho de 1512   |
| Simão de Miranda de Azevedo    | 24 de junho de 1512   | junho de 1512         |
| Sancho de Tovar                | junho de 1512         | junho de 1515         |
| Cristóvão de Távora            | junho de 1515         | junho de 1518         |
| Sancho de Tovar                | junho de 1518         | julho de 1521         |
| Diogo de Sepúlveda             | julho de 1521         | 1525                  |
| Lopo de Almeida                | 1525                  | 1528                  |
| António da Silveira de Meneses | 1528                  | 1531                  |
| Vicente Pegado                 | 1531                  | 1538                  |
| Aleixo Chichorro               | 1538                  | 1541                  |
| João de Sepúlveda              | 1541                  | 1548                  |
| Fernão de Sousa de Távora      | 1548                  | 1551                  |
| Diogo de Mesquita              | 1551                  | 1553                  |
| Diogo de Sousa                 | 1553                  | 1557                  |
| Sebastião de Sá                | 1557                  | 1560                  |
| Pantaleão de Sá                | 1560                  | 1564                  |
| Jerónimo Barreto               | 1564                  | 1567                  |
| Pedro Barreto Rolim            | 1567                  | 1569                  |

## Capitães-generais
| Nome                              | Início do mandato | Fim do mandato |
| Francisco Barreto                 | 1569              | junho de 1573  |
| Vasco Fernandes Homem             | junho de 1573     | 1577           |
| Fernando de Monroy                | 1577              | 1577           |
| Simão da Silveira Pedro de Castro | 1577              | 1582           |
| Nuno Pereira                      | 1582              | 1586           |
| Jorge Telo de Meneses             | 1586              | 1589           |
| Lourenço de Brito                 | 1589              | 1590           |
| Pedro de Sousa                    | 1590              | 1595           |
| Nuno da Cunha Ataíde              | 1595              | 1598           |
| Álvaro de Abranches               | 1598              | 1601           |
| Vasco de Mascarenhas              | 1601              | 1604           |
| Sebastião de Macedo               | 1604              | 1607           |
| Estêvão de Ataíde                 | 1607              | 1609           |

## Governadores
| Nome                                                | Início do mandato    | Fim do mandato       |
| Nuno Álvares Pereira                                | 1609                 | 1611                 |
| Estêvão de Ataíde                                   | 1611                 | 1612                 |
| Diogo Simões de Madeira                             | 1612                 | 1612                 |
| João de Azevedo                                     | 1612                 | 1614                 |
| Rui de Melo e Sampaio                               | 1614                 | 1618                 |
| Nuno Álvares Pereira                                | 1618                 | 1623                 |
| Lopo de Almeida                                     | 1623                 | 1624                 |
| Diogo de Sousa de Meneses                           | 1624                 | 1627                 |
| Nuno Álvares Pereira                                | 1627                 | 1631                 |
| Cristóvão de Brito e Vasconcelos                    | 1631                 | 1632                 |
| Diogo de Sousa de Meneses                           | 1632                 | 1633                 |
| Filipe de Mascarenhas                               | 1633                 | 1634                 |
| Lourenço de Souto-Maior                             | 1634                 | 1639                 |
| Diogo de Vasconcelos                                | 1639                 | 1640                 |
| António de Brito Pacheco                            | 1640                 | 1641                 |
| Francisco da Silveira                               | 1641                 | 1642                 |
| Júlio Moniz da Silva                                | 1642                 | 1646                 |
| Fernão Dias Baião                                   | 1646                 | 1648                 |
| Álvaro de Sousa de Távora                           | 1648                 | 1651                 |
| Francisco de Mascarenhas                            | 1651                 | 1652                 |
| Francisco de Lima                                   | 1652                 | 1657                 |
| Manuel Corte-Real de Sampaio                        | 1657                 | 1661                 |
| Manuel de Mascarenhas                               | 1661                 | 1664                 |
| António de Melo e Castro                            | 1664                 | 1667                 |
| Inácio Sarmento de Carvalho                         | 1667                 | 1670                 |
| João de Sousa Freire                                | 1670                 | 1673                 |
| Simão Gomes da Silva                                | 1673                 | 1674                 |
| André Pinto da Fonseca                              | 1674                 | 1674                 |
| Manuel da Silva                                     | 1674                 | 1676                 |
| João de Sousa Freire                                | 1676                 | 1682                 |
| Caetano de Melo e Castro                            | 1682                 | 1686                 |
| Miguel de Almeida                                   | 1686                 | 1689                 |
| Manuel dos Santos Pinto                             | 1689                 | 1692                 |
| Tomé de Sousa Correia                               | 1692                 | 1693                 |
| Francisco Correia de Mesquita                       | 1693                 | 1694                 |
| Estêvão José da Costa                               | 1694                 | 1695                 |
| Francisco da Costa                                  | 1695                 | 1696                 |
| Luís de Melo Sampaio                                | 1696                 | 1699                 |
| Jácome de Morais Sarmento                           | 1699                 | 1703                 |
| João Fernandes de Almeida                           | 1703                 | 1706                 |
| Luís de Brito Freire                                | 1706                 | 1708                 |
| Luís Gonçalves da Câmara                            | 1708                 | 1712                 |
| João Fernandes de Almeida                           | 1712                 | 1714                 |
| Francisco de Mascarenhas                            | 1714                 | 1716                 |
| Francisco de Sotomaior                              | 1716                 | 1719                 |
| Francisco de Alarcão e Sotomaior                    | 1719                 | 1722                 |
| Álvaro Caetano de Melo e Castro                     | 1722                 | 1723                 |
| António João de Sequeira e Faria                    | 1723                 | 1726                 |
| António Cardim Fróis                                | 1726                 | 1730                 |
| António Casco de Melo                               | 1730                 | 1733                 |
| José Barbosa Leal                                   | 1733                 | 1736                 |
| Nicolau Tolentino de Almeida                        | 1736                 | 1740                 |
| Lourenço de Noronha                                 | 1740                 | 1743                 |
| Pedro do Rego Barreto da Gama e Castro              | 1743                 | 1746                 |
| Caetano Correia de Sá                               | 1746                 | 1750                 |
| Francisco de Melo e Castro                          | 1750                 | março de 1758        |
| João Manuel de Melo                                 | março de 1758        | abril de 1758        |
| David Marques Pereira                               | abril de 1758        | 28 de maio de 1759   |
| Pedro de Saldanha e Albuquerque                     | 28 de maio de 1759   | março de 1763        |
| João Pereira da Silva Barba                         | 6 de março de 1763   | 1765                 |
| Baltasar Manuel Pereira do Lago                     | 1765                 | junho de 1779        |
| Junta administrativa provisória                     | junho de 1779        | 1780                 |
| José de Vasconcelos e Almeida                       | 1780                 | 1781                 |
| Vicente Caetano da Maria e Vasconcelos              | 1781                 | 4 de março de 1782   |
| Pedro de Saldanha e Albuquerque                     | 4 de março de 1782   | 21 de agosto de 1782 |
| Junta administrativa provisória                     | 21 de agosto de 1782 | 1786                 |
| António de Melo e Castro                            | 1786                 | 1793                 |
| Diogo de Sousa Coutinho                             | 1793                 | 1797                 |
| Francisco Guedes de Carvalho Meneses da Costa       | 1797                 | setembro de 1801     |
| Isidro de Sousa e Sá                                | setembro de 1801     | agosto de 1805       |
| Francisco de Paula de Albuquerque do Amaral Cardoso | agosto de 1805       | dezembro de 1807     |
| Junta administrativa provisória                     | dezembro de 1807     | 14 de agosto de 1809 |
| António Manuel de Melo e Castro de Mendonça         | 14 de agosto de 1809 | agosto de 1812       |
| Marcos Caetano de Abreu e Meneses                   | agosto de 1812       | fevereiro de 1817    |
| José Francisco de Paula Cavalcanti de Albuquerque   | fevereiro de 1817    | setembro de 1818     |
| Junta administrativa provisória                     | setembro de 1818     | novembro de 1819     |
| João da Costa M. Brito-Sanches                      | novembro de 1819     | junho de 1821        |
| Junta administrativa provisória                     | junho de 1821        | junho de 1824        |
| João Manuel da Silva                                | junho de 1824        | março de 1825        |
| Sebastião Xavier Botelho                            | 20 de março de 1825  | agosto de 1829       |
| Paulo José Miguel de Brito                          | agosto de 1829       | março de 1832        |
| Junta administrativa provisória                     | março de 1832        | março de 1834        |
| José Gregório Pagado                                | março de 1834        | março de 1836        |
| Junta administrativa provisória                     | março de 1836        | março de 1837        |

## Governadores-gerais
| Nome                                                            | Início do mandato       | Fim do mandato          |
| António José de Melo                                            | março de 1837           | outubro de 1837         |
| João Carlos Augusto de Oeynhausen Gravenburg marquês de Aracati | outubro de 1837         | março de 1838           |
| A. de Ramalho de Sá (presidente do conselho de Governo)         | março de 1838           | 25 de março de 1840     |
| Joaquim Pereira Marinho                                         | 25 de março de 1840     | maio de 1841            |
| João da Costa Xavier                                            | maio de 1841            | 15 de fevereiro de 1843 |
| Rodrigo Luciano de Abreu e Lima                                 | 15 de fevereiro de 1843 | maio de 1847            |
| Domingos Fortunato de Vale                                      | maio de 1847            | outubro de 1851         |
| Joaquim Pinto de Magalhães                                      | outubro de 1851         | abril de 1854           |
| Vasco Guedes de Carvalho e Meneses                              | abril de 1854           | setembro de 1857        |
| João Tavares de Almeida                                         | setembro de 1857        | fevereiro de 1864       |
| Cândido M. Montes                                               | fevereiro de 1864       | abril de 1864           |
| M. António do Canto e Castro                                    | abril de 1864           | outubro de 1867         |
| António Augusto de Almeida Portugal Correia de Lacerda          | outubro de 1867         | setembro de 1868        |
| Manuel Nicolau Pontes de Ataíde e Azevedo                       | setembro de 1868        | fevereiro de 1869       |
| António Tavares de Almeida                                      | fevereiro de 1869       | abril de 1869           |
| Fernão da Costa Leal                                            | abril de 1869           | dezembro de 1869        |
| Ernesto Kopke da Fonseca e Gouveia                              | dezembro de 1869        | junho de 1870           |
| Inácio A. Alves                                                 | junho de 1870           | agosto de 1870          |
| José Rodrigues Coelho do Amaral                                 | agosto de 1870          | dezembro de 1873        |
| José Manuel Crispiniano da Fonseca                              | dezembro de 1873        | agosto de 1874          |
| José Guedes de Carvalho e Meneses                               | agosto de 1874          | dezembro de 1877        |
| Francisco Maria da Cunha                                        | dezembro de 1877        | março de 1880           |
| Augusto César Rodrigues Sarmento                                | março de 1880           | agosto de 1881          |
| Carlos Eugénio Correia da Silva visconde de Paço d'Arcos        | agosto de 1881          | fevereiro de 1882       |
| José de Almeida d'Ávila                                         | fevereiro de 1882       | abril de 1882           |
| Agostinho Coelho                                                | abril de 1882           | abril de 1885           |
| Henrique Real da Silva                                          | abril de 1885           | julho de 1885           |
| Augusto de Castilho                                             | julho de 1885           | março de 1889           |
| José Joaquim de Almeida                                         | março de 1889           | julho de 1889           |
| João António de Brissac das Neves Ferreira                      | julho de 1889           | julho de 1890           |
| Joaquim José Machado                                            | julho de 1890           | 2 de julho de 1891      |
| Rafael Jácome de Andrade                                        | 2 de julho de 1891      | maio de 1893            |
| Francisco Teixeira da Silva                                     | maio de 1893            | 13 de março de 1894     |
| Joaquim da Graça Correia e Lança                                | 13 de março de 1894     | julho de 1894           |
| Fernando de Magalhães e Menezes                                 | julho de 1894           | março de 1895           |
| António José Enes comissário                                    | março de 1895           | dezembro de 1895        |
| Joaquim da Graça Correia e Lança                                | dezembro de 1895        | março de 1896           |
| Joaquim Augusto Mouzinho de Albuquerque                         | março de 1896           | novembro de 1897        |
| Baltasar Freire Cabral                                          | novembro de 1897        | agosto de 1898          |
| Carlos Alberto Schultz Xavier                                   | agosto de 1898          | dezembro de 1898        |
| Álvaro António Ferreira                                         | dezembro de 1898        | março de 1900           |
| Júlio José Marques da Costa                                     | dezembro de 1898        | maio de 1900            |
| Joaquim José Machado                                            | maio de 1900            | outubro de 1900         |
| Manuel Rafael Gorjão Henriques                                  | outubro de 1900         | dezembro de 1902        |
| Tomás António Garcia Rosado                                     | dezembro de 1902        | fevereiro de 1905       |
| João de Azevedo Coutinho                                        | fevereiro de 1905       | outubro de 1906         |
| Alfredo Augusto Freire de Andrade                               | outubro de 1906         | novembro de 1910        |
| José de Freitas Ribeiro                                         | novembro de 1910        | maio de 1911            |
| José Francisco de Azevedo e Silva                               | maio de 1911            | fevereiro de 1912       |
| José Alfredo Mendes de Magalhães                                | fevereiro de 1912       | março de 1913           |
| Augusto Ferreira dos Santos                                     | março de 1913           | abril de 1914           |
| Joaquim José Machado                                            | abril de 1914           | maio de 1915            |
| Alfredo Baptista Coelho                                         | maio de 1915            | outubro de 1915         |
| Álvaro de Castro                                                | outubro de 1915         | abril de 1918           |
| Pedro Francisco Massano de Amorim                               | abril de 1918           | abril de 1919           |
| Manuel Luís Moreira da Fonseca                                  | abril de 1919           | março de 1921           |

## Altos comissários e governadores-gerais
| Nome                                  | Início do mandato      | Fim do mandato         |
| Manuel de Brito Camacho               | março de 1921          | setembro de 1923       |
| Manuel Luís Moreira da Fonseca        | setembro de 1923       | novembro de 1924       |
| Victor Hugo de Azevedo Coutinho       | novembro de 1924       | maio de 1926           |
| Artur Ivens Ferraz                    | maio de 1926           | novembro de 1926       |
| José Ricardo Pereira Cabral           | novembro de 1926       | abril de 1938          |
| José Nicolau Nunes de Oliveira        | abril de 1938          | 1940                   |
| José Tristão de Bettencourt           | 1940                   | 1946                   |
| Luís de Sousa e Vasconcelos e Funchal | maio de 1947           | dezembro de 1948       |
| Gabriel Maurício Teixeira             | dezembro de 1948       | 1958                   |
| Pedro Correia de Barros               | 1958                   | 1961                   |
| Manuel Maria Sarmento Rodrigues       | 1961                   | 1964                   |
| José Augusto da Costa Almeida         | 1964                   | 1968                   |
| Baltasar Rebelo de Sousa              | 12 de julho de 1968    | 1970                   |
| Eduardo de Arantes e Oliveira         | 1970                   | 1972                   |
| Manuel Pimentel Pereira dos Santos    | 1972                   | 27 de abril de 1974    |
| David Teixeira Ferreira               | 27 de abril de 1974    | 11 de junho de 1974    |
| Henrique Soares de Melo               | 11 de junho de 1974    | 17 de agosto de 1974   |
| Jorge Ferro Ribeiro                   | 17 de agosto de 1974   | 12 de setembro de 1974 |
| Vítor Crespo                          | 12 de setembro de 1974 | 25 de junho de 1975    |